# Manuel Basilio Bustamante
Manuel Basilio Bustamante Piris (San Carlos, 20 de junio de 1785 - Montevideo, 11 de noviembre de 1863) fue un  político uruguayo, presidente interino de Uruguay entre el 10 de septiembre de 1855 y el 15 de febrero de 1856.

## Biografía
Militar en su juventud, residió varios años en Buenos Aires, donde llegó a ser regidor en el cabildo de aquella ciudad.
Entre 1830 y 1834 integró la 1.ª legislatura de la Cámara de Representantes de la república recién formada representando al departamento de Colonia. Formó parte de ese cuerpo legislativo por varios períodos más, representando a Soriano en la 2.ª legislatura, y a Maldonado en la tercera. Por este último departamento fue senador entre 1841 y 1843, así como por Paysandú entre 1854 y 1860.
En ejercicio de esta función, y tras la rebelión de los Conservadores y la renuncia de Venancio Flores, quedó encargado del Poder Ejecutivo desde el 10 de septiembre de 1855 al 15 de febrero de 1856.

### Gabinete de gobierno
| Ministerio                       | Nombre                           | Período     |
| -------------------------------- | -------------------------------- | ----------- |
| Gobierno y Relaciones Exteriores | Manuel Herrera y Obes            | 1855        |
| Gobierno y Relaciones Exteriores | Alfredo Rodríguez                | 1855        |
| Gobierno y Relaciones Exteriores | Antonio Rodríguez Caballero      | 1855 - 1856 |
| Gobierno y Relaciones Exteriores | Alberto Flangini                 | 1856        |
| Hacienda                         | José Zubillaga                   | 1855 - 1856 |
| Guerra y Marina                  | José de los Reyes Brito del Pino | 1855        |
| Guerra y Marina                  | José Antonio Costa               | 1855 - 1856 |